# Columbia City (Indiana)
Columbia City és una població dels Estats Units a l'estat d'Indiana. Segons el cens del 2000 tenia 7.077 habitants.

## Demografia
Segons el cens del 2000, Columbia City tenia 7.077 habitants, 3.018 habitatges, i 1.874 famílies. La densitat de població era de 524,5 habitants per km².
Dels 3.018 habitatges en un 30,6% hi vivien nens de menys de 18 anys, en un 45,8% hi vivien parelles casades, en un 12,4% dones solteres, i en un 37,9% no eren unitats familiars. En el 33,6% dels habitatges hi vivien persones soles el 15,1% de les quals corresponia a persones de 65 anys o més que vivien soles. El nombre mitjà de persones vivint en cada habitatge era de 2,27 i el nombre mitjà de persones que vivien en cada família era de 2,89.
Per edats la població es repartia de la següent manera: un 24,4% tenia menys de 18 anys, un 9,9% entre 18 i 24, un 29,1% entre 25 i 44, un 18,8% de 45 a 60 i un 17,7% 65 anys o més.
L'edat mediana era de 36 anys. Per cada 100 dones de 18 o més anys hi havia 85,8 homes.
La renda mediana per habitatge era de 36.112$ i la renda mediana per família de 47.357$. Els homes tenien una renda mediana de 34.803$ mentre que les dones 21.740$. La renda per capita de la població era de 19.296$. Entorn del 4,5% de les famílies i el 6,4% de la població estaven per davall del llindar de pobresa.

## Poblacions més properes
El següent diagrama mostra les poblacions més properes.